# Козумел
Козумел је острво у Карипском мору близу источне обале Мексика, тачније Јукатанског полуострва. Економија овог острва је базирана на туризму. Многи посетиоци долазе због понуде скуба дајвинг-а као и  
роњења . Главни град на острву је Сан Мигел Де Козумел а острво припада мексичкој држави Кинтана Ро. Острво има популацију од 100 хиљада становника. Представља једно од многобројних острва у Карипском мору, познато је по туризму и крузингу.

## Етимологија
Име Козумел је настало од Мајанског "Cusamil" што дословно значи "острво ласти" (Шпански:Isla de las Golondrinas).

## Географија
Козумел се налази у Карипском мору уз источну обалу Јукатанског полуострва, удаљено је од града Канкун 82 km јужно и 19 km од копна. Острво је дугачко 48 km и 16 km широко. Његова укупна површина је 477.961 km2 (184.542 sq mi). Козумел је највеће острво које припада Мексику у Карипском мору, такође највеће   насељено острво и треће острво по величини. 
Највећи део становништва је концентрисан у граду Сан Мигел (77.236 становника према попису из 2010. године), тај град се налази на западној обали острва. Цела општина обухвата и мали део копна, тако да је укупна површина општине 647.33 km² (249.93 sq mi).
Острво је прекривено мангровама које задрже многобројне ендемичне врсте животиња. Козумел је равно острво које се састоји из кречњака. Највиша тачка је само 15 метара изнад нивоа мора. Кречњак се састоји из   многобројних рупа које су испуњене водом и формиране су протоком воде кроз меки кречњак. Процес стварања ових рупа је хиљадугодишњи. Ове рупе су још у Мајанском периоду служиле за разне ритуале и жртвовања.

### Фауна
Козумел има мноштво ендемичних врста, поготово разних врста птица:
- Козумел смарагд птица
- Козумелска велика курасов птица
- Козумелска батинач птица, која је при изумирању
- Козумелски царић

Такође, постоје и ендемичне врсте сисара на острву:
- Козумелска лисица, која је при изумирању
- Козумелски острвски ракун

Постоји неколико врста глодара на острву,које су такође угрожене. У дивљи живот острва спада амерички крокодил, плава копнена краба као и црна игуана.

### Клима
Клима Козумела има одлике тропске саване која се граничи са тропском монсунском климом. Постоји сезона суше, која траје од фебруара до априла и кратка је. У овом периоду просек падавина је 45 милиметара по месецу. Кишна   сезона је доста дужа, траје девет месеци и највлажнији месеци су септембар и октобар где у просеку падне преко 240 милиметара кише. Најхладни месеци су фебруар и децембар и у овом периоду најнижа температура је 22,9 °C. Будући да се острво   налази у тропском појасу, влажност ваздуха је велика и износи 83%. Најнижа температура је измерена у јануару и износила је 9 °C.

## Историја
Сматра се да су Маје прве населиле Козумел у раном периоду првог миленијума нове ере. Оствро је било посвећено Мајанској богињи месеца, и храмови који су се овде градили су били место ходочашћа, поготово од стране жена које су тражиле плодност. Данас, већина Мајанских споменика је уништено, поготово они у близини главног града. Остаци Мајанске културе су сачувани на археолошком налазишту Сан Гервасио. Сматра се да је ово налазиште било насељено до почетка 17. века а основано је још почетком нове ере. Козумел је открила експедиција Хуана де Грихалве 1518. године. Острво је заузела експедиција Ернана Кортеса на путу за Мексико фебруара 1519. године. Шпанци са собом доносе и велике богиње које су довеле до смрти многе становнике овог острва. Сматра се да је тада на острву живело око 10 хиљада људи, док је по завршетку епидемије, око 1570. године, преживело тек око 400 људи.
Године 1848. острво насељавају избеглице са Јукатана, и следеће године острво се припаја Мексику. Амерички председник Абрахам Линколн је покушао да купи ово острво,како би ту могао да премести робове који су добили своју слободу. Овај предлог је одбачен од стране мексичког председника. Први аеродром је изграђен 1970. године.
Скуба дајвинг је једна од највећих атракција овог острва, и корални гребени су веома погодни за ову активност, гребени су заштићени од отвореног мора због природних одлика острва. Међутим, иако су ови гребени веома битни за сам туризам острва, извршене су измене над њима и гребени су оштећени због изграде пристаништа деведесетих година 20. века и то пристаниште је данас уобичајено стајалиште за крузере у Карибима.
Острво је погођено са два снажна урагана категорије 4, ови урагани су погодили острво 2005. године.

## Економија
За економију Козумела је најбитнији туризам. Роњење, скуба дајвинг, пецање чине већину економије. На острву постоји преко 300 ресторана и неколико хотела, са базенима, приватним лукама и салама за ручак.
Остале активности на води подразумевају кајтсурфинг, једрење и туристичку подморницу.У близини пристаништа постоје продавнице које продају кубанске цигаре,накит, текилу и разне врсте сувенира.

## Култура

### Козумелски карневал
Овај карневал је један од најпознатијих у Мексику. Такође има један од највећих туристичких потенцијала, јер се одржава близу града канкун. Постоји и одржава се више од 140 година и један је од најстаријих у земљи. Одликује га породични карактер и културни аспекти. Прославља се певањем, плесом и песмом.

## Образовање
На острву постоје 3 универзитета, два приватна (Partenon Institute и  Interamerican University for Development) и државни факултет Квинтана Ру.